# Barbès-Rochechouart
Barbès - Rochechouart è una stazione della metropolitana di Parigi situata sulle linee 2 e 4. Prende il nome dal rivoluzionario Armand Barbès e dall'abbadessa Marguerite de Rochechouart.
Il disastroso incendio del 10 agosto 1903 che causò 84 morti alla stazione Couronnes ebbe inizio da questa stazione. Inoltre, nel 1941, il Colonnello Pierre-Georges Fabien uccise sparandogli un giovane soldato tedesco all'interno della stazione, segnando l'inizio della resistenza armata francese a Parigi.